# Kovács Gábor (tanár)
Kovács Gábor (Mezőnagymihály (Borsod megye), 1854. április 9. – Miskolc, 1916. szeptember 28.) bölcseleti doktor, református főgimnáziumi tanár, Kovács Lajos tanár bátyja.

## Élete
Kovács Gábor református tanító és Eperjesy Emilia fia. Középiskoláit a miskolci református főgimnáziumban végezte 1864-től 1872-ig; teológiát Sárospatakon tanult és mint vizsgázott segédlelkész a budapesti egyetemre ment és miniszteri engedéllyel egy évi hallgatás után 1877. december 13-án a magyar nyelv és irodalomból, továbbá a bölcseletből tanári vizsgát tett és 1878. június 5-én bölcseleti doktorrá avatták fel. 1877. november 1-jén a miskolci főgimnáziumhoz választották meg tanárnak; egy ideig az I. osztályt mint osztálytanár vezette, az 1883. XXX. törvénycikk életbelépése után a magyar nyelv és irodalom tanítását vette át; ezután mint főgimnáziumi igazgató ott működött. Az református egyházkerületnek világi al-, később főjegyzője volt.
Leginkább a helybeli lapokba, a Borsodba (Rousseau J. J. és a természetes nevelés), Miskolczba s a Borsodmegyei Lapokba és a Sárospataki Lapokba (1890. A magyar nyelvi oktatás kérdéséhez, s újabb nyelvtanainkról) írt cikkeket és költeményeket és az iskolai Értesítőbe értekezéseket.

## Munkái
- Zrinyi Miklós költői munkássága. Miskolcz, 1878. (Ism. Petőfi Társaság Lapja, Havi szemle).
- A miskolczi ev. ref. főgymnasium története. Miskolcz, 1885-1895. Két rész. (Ism. Századok 1886.)

Szerkesztette a miskolci ev. ref. főgimnázium Értesítőjét 1882-83. tanévről (a főgimnázium azon évi történetével.)